# Vindicat
Vindicat Sp. z o.o. – spółka działająca w sektorze windykacji. Firma zajmuje się tworzeniem i dostarczaniem nowoczesnych rozwiązań informatycznych wspierających procesy windykacji. Firma tworzy rozwiązania w branży LegalTech w szczególności rozwiązania do windykacji online dla sektora MŚP - Małych i Średnich Przedsiębiorstw. Vindicat jest także operatorem giełdy długów oraz prowadzi tradycyjną kancelarię windykacyjną.
Vindicat został wielokrotnie nagrodzony i wyróżniony za swoją innowacyjność w obszarze windykacji i zarządzania wierzytelnościami. Jest laureatem wielu nagród, wśród których są m.in. Najlepszy Produkt dla Korporacji, Najlepszy Produkt dla MŚP, Order Finansowy, Turbiny Polskiej Gospodarki, medal na Międzynarodowym Kongresie Biur Rachunkowych Targi Kielce S.A.

## Historia i nagrody
Firma Vindicat Sp. z o.o. powstała w 2014 r. Również w 2014 roku wprowadziła na rynek platformę (aplikację) do samodzielnej windykacji długów - jedno z pierwszych tego typu rozwiązań w Polsce świadczone w modelu SaaS. Vindicat został wielokrotnie nagrodzony i wyróżniony za swoją innowacyjność w obszarze windykacji i zarządzania wierzytelnościami.
- W 2016 roku Vindicat zdobył II miejsce w ramach EKOMERSY 2016 w kategorii "Debiut roku - aplikacja SaaS"
- Od 4 stycznia 2017 roku Vindicat został członkiem Polskiego Związku Zarządzania Wierzytelnościami[3], organizacji skupiającej kluczowe przedsiębiorstwa z krajowego rynku zarządzania wierzytelnościami
- W 2019 roku Vindicat zdobył medal na Międzynarodowym Kongresie Biur Rachunkowych Targi Kielce S.A. w kategorii: Technologia, Cyfryzacja i Elektronizacja[4]
- W latach 2018, 2019, 2020, 2021, 2022 Vindicat został wyróżniony w raporcie Turbiny Polskiej Gospodarki przygotowanym przez Gazetę Finansową - "Najlepsze Produkty Dla Małych i Średnich Firm" w kategorii windykacja
- Vindicat w latach: 2017, 2019, 2020, 2021, 2022 zdobył nagrodę Order Finansowy[5] miesięcznika Home&Market
- W 2022 roku firma otrzymała nagrodę Fintech Roku 2022[6] wg Gazety Finansowej
- W 2022 roku Vindicat w ramach raportu „Mapa Polskiego Fintechu” otrzymał wyróżnienie w kategorii: zarządzanie finansami przedsiębiorstwa[7]. Raport został przygotowany przez serwis cashless.pl

Eksperci z Vindicat zapraszani są na liczne konferencje branżowe oraz udzielają wywiadów w zakresie skutecznego zarządzania płynnością finansową w firmie m.in. dla Pulsu Biznesu (www.pb.pl), Mam startup (www.mamstartup.pl), Money.pl, Forbes.pl, Gazeta Finansowa (www.gf24.pl)

## Usługi
Vindicat dostarcza swoje usługi do wielu instytucji finansowych (m.in.: AliorBank, VWBank, BNP Paribas, PKO BP czy Wolter Kluwers), a także dla tysięcy małych i średnich firm.
Zakres usług obejmuje:
1. Udostępnienie dla przedsiębiorców narzędzia do samodzielnej windykacji on-line (robot windykacyjny) oraz monitoringu płatności faktur
2. Usługę giełdy długów (giełdy wierzytelności) - jest to rejestr informacji gospodarczych, który umożliwia zbycie wierzytelności w drodze przelewu wierzytelności na podstawie art. 509 i następne Kodeksu cywilnego[27][28].
3. Obsługę sprawy na ścieżce sądowo-egzekucyjnej w ramach kancelarii windykacyjnej
4. Wpisu dłużnika do Biura Informacji Gospodarczej BIG InfoMonitor (podstawą działalności BIG InfoMonitor jest ustawa z 9  kwietnia 2010 r. o udostępnianiu danych gospodarczych i wymianie danych gospodarczych[29])
5. Działania edukacyjne w obszarze windykacji[30]

## Akcje społeczne i edukacyjne
„Nie pozwól, by kontrahent zepsuł Ci Święta” - kampania społeczną przygotowana wspólnie z BIG InfoMonitor. Celem kampanii było budowanie świadomości przedsiębiorców, związanych z konsekwencjami niezapłaconych faktur, które mają negatywny wpływ nie tylko na płynność finansową przedsiębiorstwa, ale także na rodziny przedsiębiorców.
„Płacę faktury – jestem gospodarczo odpowiedzialny” - kampania społeczna, której celem było zwrócenie uwagi jak ważne jest regulowanie na czas zobowiązań wobec partnerów biznesowych. Vindicat był partnerem merytorycznym kampanii wspólnie z Bibby Financial Services Polska, InfoCredit, British Polish Chamber of Commerce, BIG.pl.
W 2021 roku firma stworzyła autorskie badanie: „Raport zadłużenia polskich firm w okresie pandemii 2020 – 2021” (https://vindicat.pl/media/filer_public/fd/4d/fd4ded2f-196e-495d-b128-b125e34e2695/raport_zadluzenia_firm_polskich_2020_2021.pdf) - w raporcie przedstawione zostały przedstawiony wpływ pandemii na zadłużenie firm z różnych branż oraz wskazane zostały rekomendacje odnośnie sposobów windykowania należności w okresie pandemii.